# Martina Dlabajová
Martina Dlabajová (ur. 26 lipca 1976 w Gottwaldovie) – czeska działaczka społeczna i gospodarcza, menedżer i polityk, posłanka do Parlamentu Europejskiego VIII i IX kadencji.

## Życiorys
Ukończyła nauki polityczne na Uniwersytecie w Padwie. Pracowała w resorcie spraw zagranicznych i w agencji rządowej CzechInvest. Później związana z biznesem, w tym przedsiębiorstwami EMD i Seven Partners. Była koordynatorką przedstawicielstwa kraju zlińskiego w Brukseli. Została także prezesem izby gospodarczej kraju zlińskiego i regionalnego Klubu Rotary. Dołączyła również do ugrupowania ANO 2011, uzyskując w 2014 z ramienia tej partii mandat deputowanej do Europarlamentu VIII kadencji. Z powodzeniem ubiegała się o reelekcję w 2019.